# سر کورلک
 تراشیده شده از یک بلوک سنگ آهک . هر صورت دارای حالتی معمایی مشابه، چشمانی نزدیک، بینی پهن و صاف و دهانی ساده است. اگرچه منشأ آن را نمی توان به طور قطعی دانست، قدمت آن به عصر آهن اولیه بر اساس شمایل نگاری مشابه از مصنوعات سلتی شمال اروپای معاصر است. کنده کاری های سه وجهی سنگی از فرهنگ رومی-بریتانیایی و گالو-رومی شناخته شده است. باستان شناسان بر این باورند که این معبد یک خدای سلتی را نشان می دهد و بعداً بخشی از یک عبادتگاه بزرگتر مربوط به فرقه سر سلتی بود و ممکن است در جشنواره های برداشت محصول Lughnasadh استفاده شده باشد.
مجسمه پیدا شد ح. 1855 در شهر  در هنگام کندن یک آرامگاه بزرگ گذرگاهی مربوط به ح. ۲۵۰۰ سال پیش از میلاد . شواهد باستان شناسی نشان می دهد که از آن برای اهداف تشریفاتی در تپه کورلِک استفاده می شده است. یک مرکز فرقه مهم در اواخر عصر آهن که برای هزاران سال به یک مکان اصلی جشن در طول Lughnasad تبدیل شد. مانند هر چیز سنگی، آشکارسازی دیرینگی و اهمیت فرهنگی آن دشوار است. این سه چهره ممکن است نمایانگر یک خدای دانا و همه‌چیز باشد که یگانگی گذشته، حال و آینده را نشان می‌دهد یا چهره‌های مادر نیاکانی که قدرت و باروری را نشان می‌دهند. سر در کنار سر کوراگی پیدا شد. مجسمه دو سر با سر قوچ در یک طرف و سر انسان در طرف دیگر. امروزه فقط سر انسان زنده مانده است. این بت ها در مجموع به عنوان "خدایان کورلک" شناخته می شوند. مورخان میپندارند که آنها در قرون وسطی اولیه به دلیل بت پرستی و همراهی با قربانی کردن انسان ها پنهان بوده اند. سنت هایی که کلیسای اولیه مسیحی سرکوب کرد.
در سال 1937 پس از پیداشدن دیرنگی پیشاتاریخی توسط مورخ توماس جی بارون، مورد توجه ملی قرار گرفت. وقتی پیدا شد یک کنجکاوی محلی بود که در بالای دروازه مزرعه قرار داشت. امروزه در موزه ملی ایرلند در دوبلین به نمایش گذاشته می شود. در گلچین ایرلندی تایمز 2011 تاریخ ایرلند در 100 شی به عنوان شماره 11 فهرست شده است.